# 9906 Тінторетто
9906 Тінторетто (9906 Tintoretto) — астероїд головного поясу, відкритий 26 вересня 1960 року.
Тіссеранів параметр щодо Юпітера — 3,343.